# 23型巡防舰

23型巡防舰，也称为公爵级，是英國皇家海軍的一种巡防艦，各艦皆以英國的公爵封號命名。首艦諾福克號1987年7月下水，最後一艘聖奧爾本斯號於2002年6月服役，23型計建造16艘，目前仍有12艘服役於皇家海軍並和45型驱逐舰同為英国皇家海军水面舰艇的主力，2000年代將3艘轉售智利，其餘艦艇將於2020年代開始由26型和31型巡防艦汰換，目前逐步退役中。
23型本是为了北大西洋反潜任務而设计的，如今已证明它足以肩負水面作战和海上安全等多重任務。

## 歷史
由於1970年代起建造的22型巡防艦造價不斷上升高，無法建造足夠的數量來全面替換各型12型巡防艦等艦艇，故此，皇家海軍在1970年代中期就開始規劃更新一代的反潛巡防艦， 並在1981年春提出了23型巡防艦的參謀計畫綱要，同時確立了推進系統、主機形式、發電機減震減噪措施、艦體聲納、武器系統等系統的規格，此外適逢皇家海軍實力甚至英國國力全面衰退，23型的成本受到相當程度的制約以確保能建造足夠數量有效遂行反潛任務，由於英國軍方對23型巡防艦的重視，縱使此時英國政府正在大規模削減國防預算，但23型仍保有最高的優先程度。依照1980年9月幣值，皇家海軍最初希望每艦的預算能低於7500萬英鎊。
隨後Yarrow船廠根據計劃綱要進行細部設計與建造準備工作，當時英國的造艦業對新設計的巡防艦案抱持相當高的期望，希望藉此提出一種性能優良的設計，挽回當時軍艦市場大多被西德MEKO以及義大利狼級巡防艦囊括的情況，但在Yarrow廠詳細檢討後，認為如果需滿足控制造價在7000萬英鎊以內，船艦標準排水量就必須限制在 2500噸以下，艦長只有100公尺，僅22型巡防艦的2/3，續航力與適航性將難以在海象惡劣的北大西洋長期作業，防空火力也難以在蘇聯航空兵力威脅半徑內有效生存。權衡之後，皇家海軍修改了參謀綱要計畫，將艦體長度增加到115m，增加直昇機庫使之能長期搭載與操作直昇機。

### 改裝
最初 皇家海軍只打算讓23型巡防艦服役18年，亦不打算在服役期間進行大規模更新翻修，但隨著後繼的未来水面作战舰艇（Future Surface Combact,FSC）一再推遲並於2004年11月取消，迫使皇家海軍延長役期至22年，並規劃從2005年起進行壽命中期翻修與改良工程，每艘改造工程需時12-18個月，花費約1500-2000萬英鎊。
2010年3月25日，英国国防部与BAE System签署一纸为期四年、总值1.27亿英镑的全球作战舰艇（Global Combat Ship，GCS）合约，负责研发/设计用来取代22型/23型的新型水面舰艇（即26型巡防舰），26型巡防艦首舰格拉斯哥号预计于2021年服役，届时皇家海军现有的23型巡防舰部分将由26型巡防舰替换，而23型的阿蓋爾號預計在2023年退役，而聖奧爾本斯號預計在2036年退役。

### 提前除役轉售智利
2004年7月，英國宣布由於財政困難2004年7月宣布裁减皇家海軍舰队规模，其中23型由16艘縮減至13艘，因此诺福克号（HMS Norfolk F230）、格拉夫頓號（HMS Grafton F80）与馬爾博羅號（HMS Marlborough F233）先后除役，羿年9月7日，英国与智利簽約將三艦以1亿35万英镑的总价售予智利。首艘诺福克号于2006年移交给智利，更名为考科藍海軍上將號（Almirante Cochrane FF-05），同年11月22日成军；格拉夫頓號于2007年移交，命名为林奇海軍上將號（Almirante Lynch FF-07），2007年3月28日成军；而馬爾博羅號则于2008年移交，命名为康德爾海軍上將號（Almirante Condell FF-06），2008年5月28日成軍。
此后，由于财政持续恶化，皇家海军被迫在2011年1月到4月间将4艘22型第三批次的康沃尔号（HMS Cornwall F99）、坎伯兰号（HMS Cumberland F85）、坎贝尔敦号（HMS Campbeltown F86）和查塔姆号（HMS Chatham F87）除役，23型成为皇家海军唯一現役的巡防艦。

### 服役歷史
由於波斯灣海域於2019年中旬多次發生油輪遭到不明水面、空中武器襲擊的事件，故皇家海軍將Martlet飛彈的五聯裝發射器加裝於艦載DS-30 MKII機砲武器站右側，以對付突然迫近的有人或無人快艇，並在2019年7月中旬由桑德蘭號首次試射。

## 同型舰

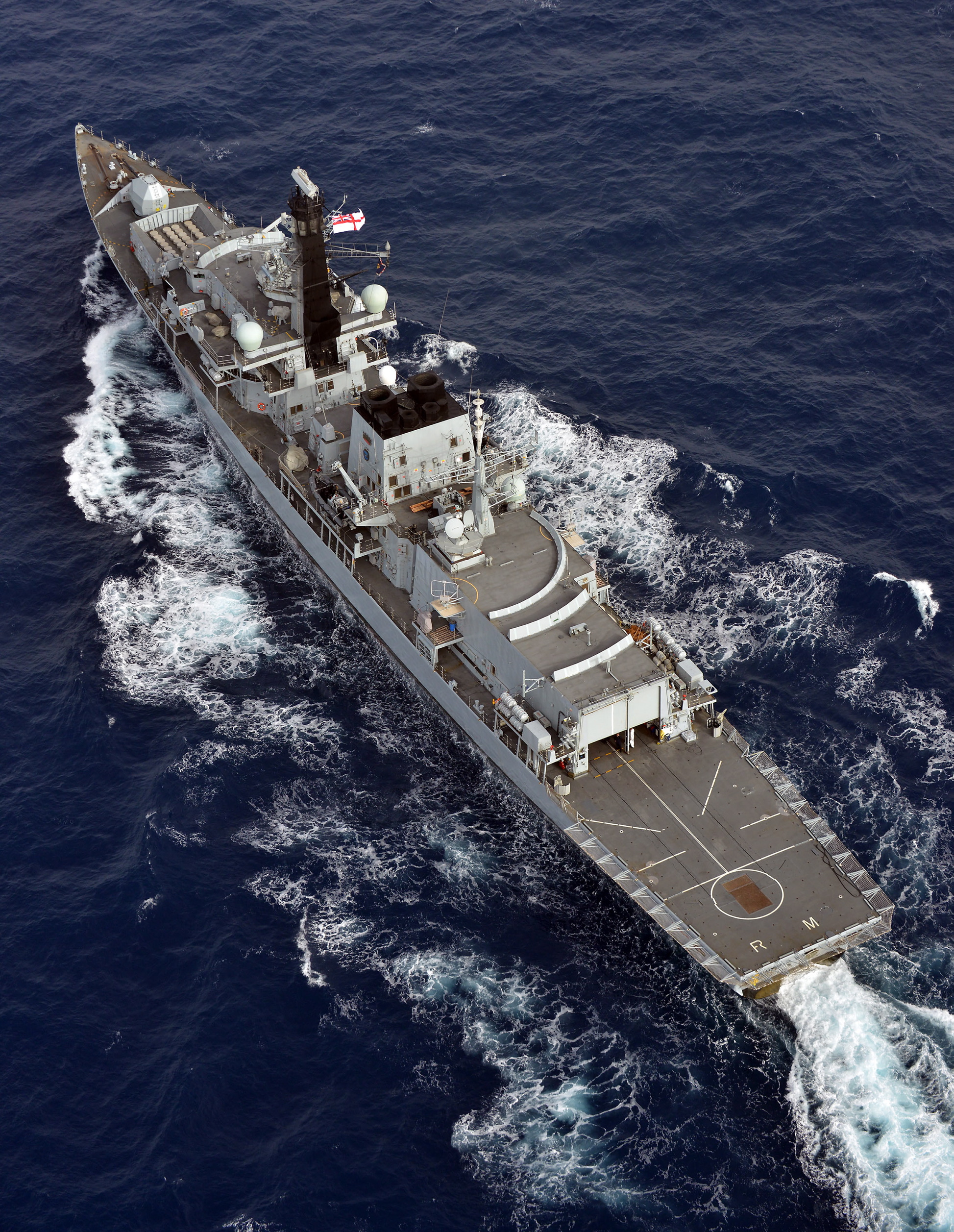
HMS 里士满號(F239)俯視圖，2013年8月

|                | 英國皇家海軍 | 英國皇家海軍 | 英國皇家海軍  | 智利  | 智利             | 智利           | 智利 |  |
| 舷号           | 舰名         | 服役         | 退役          | 舷号  | 舰名             | 服役           |      |  |
| -------------- | ------------ | ------------ | ------------- | ----- | ---------------- | -------------- | ---- |  |
| F230           | 諾福克號     | 1989年11月   | 2005年4月     | FF-05 | 考科藍海軍上將號 | 2006年11月22日 |      |  |
| F231           | 阿蓋爾號     | 1991年5月    | 2024年5月     |       |                  |                |      |  |
| F229 (ex-F232) | 蘭卡斯特號   | 1992年5月    |               |       |                  |                |      |  |
| F233           | 馬爾博羅號   | 1991年6月    | 2005年7月     | FF-06 | 康德爾海軍上將號 | 2008年         |      |  |
| F234           | 鐵公爵號     | 1993年5月    |               |       |                  |                |      |  |
| F235           | 蒙茅斯號     | 1993年9月    | 2021年6月     |       |                  |                |      |  |
| F236           | 蒙特羅斯號   | 1994年6月    | 2023年4月17日 |       |                  |                |      |  |
| F237           | 西敏號       | 1994年5月    | 2024年5月     |       |                  |                |      |  |
| F238           | 諾森伯蘭號   | 1994年11月   |               |       |                  |                |      |  |
| F239           | 里士满號     | 1995年6月    |               |       |                  |                |      |  |
| F82            | 萨默塞特號   | 1996年9月    |               |       |                  |                |      |  |
| F80            | 格拉夫頓號   | 1997年5月    | 2006年3月     | FF-07 | 林奇海軍上將號   | 2007年3月      |      |  |
| F81            | 薩瑟蘭號     | 1997年7月    |               |       |                  |                |      |  |
| F78            | 肯特號       | 2000年6月    |               |       |                  |                |      |  |
| F79            | 波特蘭號     | 2001年5月    |               |       |                  |                |      |  |
| F83            | 聖奧爾本斯號 | 2002年6月    |               |       |                  |                |      |  |

## 資料來源
1. ↑  .   [2014-05-01]. （原始内容存档于2014-01-19）.
2. ↑  .   [2014-05-01]. （原始内容存档于2016-03-03）.
3. ↑  .   [2014-05-01]. （原始内容存档于2014-09-30）.
4. ↑  .   [2015-11-16]. （原始内容存档于2020-05-13）.
5. ↑  .   [2019-04-29]. （原始内容存档于2014-09-10）.
6. ↑  .   [2019-04-29]. （原始内容存档于2019-09-18）.
7. ↑  .   [2023-05-19]. （原始内容存档于2023-04-21）.

## 備註
1. ↑  22型艦型在設計階段便為增強適航性和艦載裝備而不斷放大，成本跟著水漲船高，最終只建造三批共14艘，且帳面上雖為巡防艦，但事實上排水量與裝備已與皇家海軍同期的42型驅逐艦相當，故此才有23型巡防艦的誕生。
2. ↑  此時由於伊朗與西方國家關係因核武與經濟制裁問題惡化，故此西方多國懷疑係伊朗於直接或間接主導
3. ↑  輕型多用途飛彈（LMM），此武器原搭載於AW-159野貓直昇機。

## 外部連結
- Type 23 Duke Class Frigate（页面存档备份，存于）